# Nicolás Álvarez
Nicolás Álvarez (Quito, Ecuador; 8 de junio de 1996) es un  tenista  peruano. Tiene 28 años. En abril de 2019, jugó su último partido defendiendo los colores patrios ante El Salvador en la Copa Davis. Alcanzó el puesto N° 1 de Perú según el ranking ATP publicado el 9 de septiembre de 2019, luego cedería nuevamente el puesto ante Juan Pablo Varillas.

## Evolución en el ranking ATP
Variaciones en el ranking ATP al final de la temporada.
| Año >                   | 2013 | 2014 | 2015 | 2016 | 2017 | 2018 | 2019 |
| ----------------------- | ---- | ---- | ---- | ---- | ---- | ---- | ---- |
| Ranking en individuales | 2015 | 1714 | NR   | NR   | 1073 | 530  | 301  |

- (NR) No clasificado.